# IFAF CEI Interleague
La IFAF CEI Interleague est une compétition sportive européenne de clubs de football américain ayant été organisée de 2011 à 2014 par l'EFAF. Elle  remplace l'EFAF Challenge Cup.

## Palmarès
| Année | Vainqueur           | Perdant             | Score  |
| ----- | ------------------- | ------------------- | ------ |
| 2011  | Győr Sharks         | Pančevo Panthers    | 27ET21 |
| 2012  | Nyíregyháza Tigers  | Bratislava Monarchs | 25-20  |
| 2013  | Bratislava Monarchs | Topoľčany Kings     | 21-17  |
| 2014  | Pančevo Panthers    | Budapest Cowboys    | 41-28  |

## Statistiques par équipes
| Équipes               | Nbr. | Meilleur résultat  | Nbr. V. |
| --------------------- | ---- | ------------------ | ------- |
| Belgrade Blue Dragons | 1    | 3° en 2011         | 0       |
| Bratislava Monarchs   | 2    | 2° en 2012 et 2013 | 1       |
| Budapest Cowboys      | 3    | 2° en 2014         | 0       |
| Budapest Hurricanes   | 1    | 3° en 2013         | 0       |
| Győr Sharks           | 2    | 1° en 2011         | 1       |
| Klek Knights          | 1    | 5° en 2011         | 0       |
| Nyíregyháza Tigers    | 1    | 1° en 2012         | 1       |
| Pančevo Panthers      | 2    | 1° en 2014         | 1       |
| Sankt Pölten Invaders | 1    | 6° en 2011         | 0       |
| Topoľčany Kings       | 1    | 1° en 2013         | 0       |
| Újbuda Rebels         | 1    | 4° en 2013         | 0       |